# 艺泰安邦
艺泰安邦是位于中華人民共和國上海市浦東新區（前南汇区）宣橋镇（原本地界屬於惠南鎮）南六公路的一個住宅區，位於上海野生动物园附近，占地面积达400,000平方米。总建筑面积550,000平方米。有30栋小高层住宅、26栋高高层住宅、18栋多层住宅。該社區被天然河流（红三港）分割成东西两部分。艺泰安邦由上海刚泰置业有限公司投资开发，浙江城建园林设计院設計。它於2005年4月开工，同年開盤，2010年左右建成。